# آوراستوک
آوراستوک (انگلیسی: Overstock.com) شرکت خرده‌فروشی آمریکایی است، که در سال ۱۹۹۹ توسط پاتریک بیرنه تأسیس شد.